# Kopîliv, Makariv
Kopîliv (în ucraineană Копилів) este localitatea de reședință a comunei Kopîliv din raionul Makariv, regiunea Kiev, Ucraina.

## Demografie
Componența lingvistică a localității Kopîliv
     Ucraineană (94,44%)
     Rusă (3,46%)
     Alte limbi (0,38%)
Conform recensământului din 2001, majoritatea populației localității Kopîliv era vorbitoare de ucraineană (94,44%), existând în minoritate și vorbitori de rusă (3,46%) și armeană (1,13%).